# Halidon Hill
Halidon Hill est une colline culminant à 163 mètres d'altitude à environ trois kilomètres de Berwick-upon-Tweed, près de la frontière entre l'Angleterre et l'Écosse. Son nom provient de l'ancienne fortification construite à son sommet. Au cours de la bataille de Halidon Hill en 1333, Édouard III d'Angleterre place ses archers avec leurs longbows au sommet de la colline pour défaire l'armée écossaise conduite par Archibald Douglas, régent d'Écosse.